# 小行星7578
小行星7578（7578 Georgböhm）是一颗绕太阳运转的小行星，为主小行星带小行星。该小行星于1990年9月22日发现。

## 轨道参数
小行星7578的轨道半长轴为2.7912772 UA，离心率为0.078。